# 朱晓山
朱晓山（1914年—1985年6月18日），南召县白土岗人，中国共産党党員。1934年入中国共产党，1942年赴延安西北党校、延安大学学习。曾任白土岗区区长、南召县副县长、南阳地区农业局局长、南阳地区行政公署副专员。1983年退休，1985年因心脏病去世。